# (32718) 1103 T-3
1103 T-3 (asteroide 32718) é um asteroide da cintura principal. Possui uma excentricidade de 0.15175700 e uma inclinação de 6.23796º.
Este asteroide foi descoberto no dia 17 de outubro de 1977 por Cornelis Johannes van Houten e Ingrid van Houten-Groeneveld e Tom Gehrels em Palomar.